# Rozanivka, Novîi Buh
Rozanivka (în ucraineană Розанівка) este localitatea de reședință a comunei Rozanivka din raionul Novîi Buh, regiunea Mîkolaiiv, Ucraina.

## Demografie
Componența lingvistică a localității Rozanivka
     Ucraineană (92,65%)
     Română (4,2%)
     Rusă (2,1%)
     Alte limbi (1,04%)
Conform recensământului din 2001, majoritatea populației localității Rozanivka era vorbitoare de ucraineană (92,65%), existând în minoritate și vorbitori de română (4,2%) și rusă (2,1%).